# Petòvio
Petòvio (en llatí Petovio o també Poetovio, en grec antic Ποτόβιον, o Παταύϊον) va ser una ciutat de Pannònia a la vora del Dravus, a la frontera amb el Nòric.
A les inscripcions trobades apareix com a colònia, amb el sobrenom d'Ulpia Poetovio, el que voldria dir que va agafar aquest rang sota Trajà o Hadrià, que probablement van ampliar la ciutat. Va ser estació de la Legió XIII Gèmina, cosa que indica la seva importància, i tenia un palau imperial fora de les seves muralles.
Correspon a la moderna ciutat eslovena de Ptuj, abans Pettau, el seu nom en alemany.